# 三星Galaxy Xcover 5
三星Galaxy Xcover 5是2021年3月4日上市的智能手机。 这款手机配备了16MP主摄像头、5.3HD+显示屏、一块可拆卸的3000mAh Li-Ion电池、防水防尘級別達到IP68。該手機使用Android 11系统。它於2022年1月14日在韩国发布。